# Grote parasolzwam
De grote parasolzwam (Macrolepiota procera) is een schimmel met een lange steel en grote hoed en heeft gelijkenis met een parasol, vandaar ook de naam. Het is een veelvoorkomende soort die groeit op matig vochtige grasgebieden en in lichte bossen. Deze zwam staat alleen of in groepen en dan dikwijls in heksenkringen. De grote parasolzwam komt algemeen voor in landen met een gematigd klimaat.
De hoogte en breedte van de hoed kan wel 40 cm zijn. Voor een paddenstoel is dit zeer groot. De in het begin bolvormige hoed spreidt zich zodra de relatief dunne steel volgroeid is. De steel heeft een karakteristieke zigzagstructuur die wat lijkt op een slangenhuid.

## Verspreiding
De grote parasolzwam is te vinden in bijna alle mesofiele bosgemeenschappen, evenals op open grasland op leemachtige, verse bodems. Lichte beuken-, eiken- en eiken-haagbeukenbossen op voedselrijke ondergrond en weilanden, parken, paden en bosranden hebben de voorkeur. De zwam komt vooral voor in bossen van middelbare en oudere leeftijd. Hij kan worden gevonden van het vlakke tot subalpiene hoogteniveau. De grote parasolzwam leeft saprobiotisch. De vruchtlichamen verschijnen van juli tot in november, soms eerder of later. Ze zijn al in mei in het Middellandse Zeegebied te vinden.

## Kenmerken

### Macroscopische kenmerken
Hoed
Jonge vruchtlichamen met een gesloten, bolvormige hoed hebben een drumstickachtige vorm. Na het verschijnen bereikt de hoed een breedte van 12–30 (–44) cm. In het midden blijft een stompe, getrapte umbo over. Als de hoed in de breedte gaat groeien scheurt het velum open, waardoor middelgrote, los en concentrisch verdeelde schubben ontstaan. Door hun donkere kleur onderscheiden ze zich duidelijk van de overwegend witachtige hoedhuid. In het midden scheurt het velum nauwelijks, zodat het daar glad en donkerbruin blijft. 
Lamellen
De lamellen zijn aanvankelijk wit, later crèmekleurig. Ze zijn niet verbonden met de steel en kunnen eenvoudig van de hoed worden losgemaakt. 
Steel
De holle steel wordt 15–40 cm lang en 1–2,5 cm dik. Aan de basis is hij bolvormig verdikt en daar tot 4 à 5 cm breed. Na uitrekking vertoont het oppervlak over de gehele lengte een bruine zigzagpatroon op een lichte achtergrond. De ring (annulus) heeft een brede rand en is bij oudere exemplaren beweegbaar langs de steel. De bovenkant is bleek, de onderkant is bruin vezelig. 
Geur en smaak
Het witte vlees van de paddenstoel verkleurt niet bij beschadiging. Het ruikt vaag naar paddenstoelen en smaakt een beetje nootachtig.
Sporenprint
De sporenprint is wit tot bleek. 

## Afbeeldingen

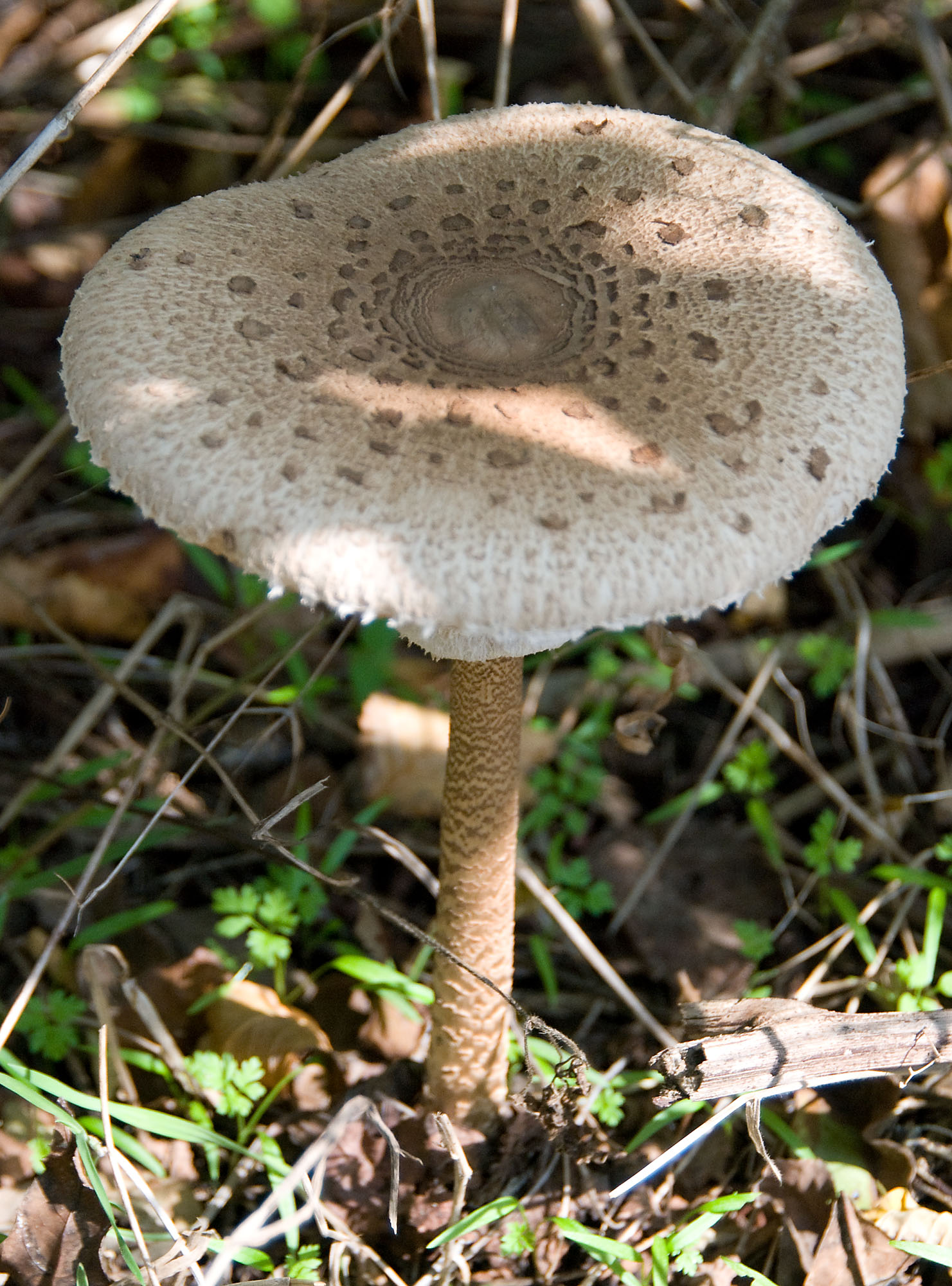
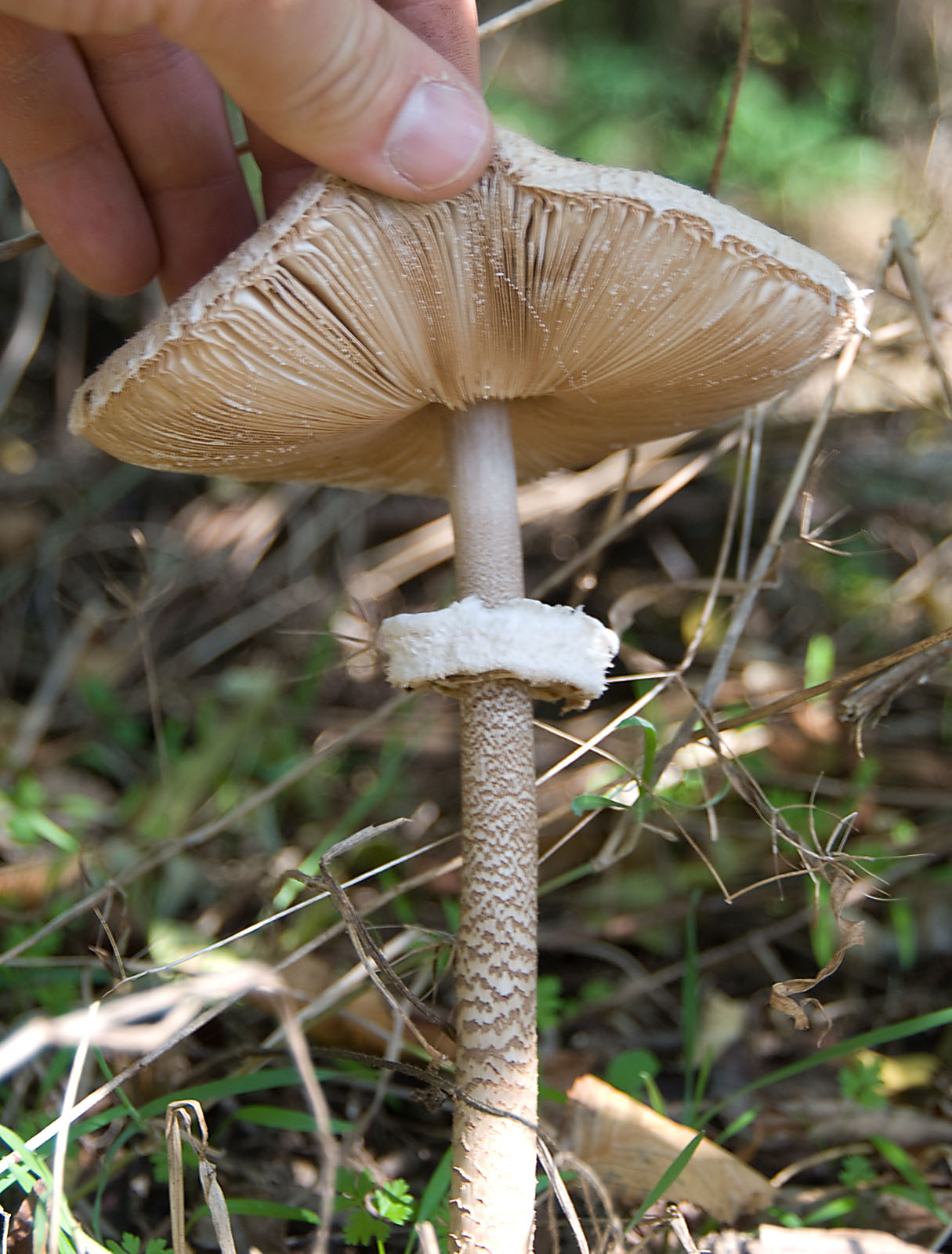
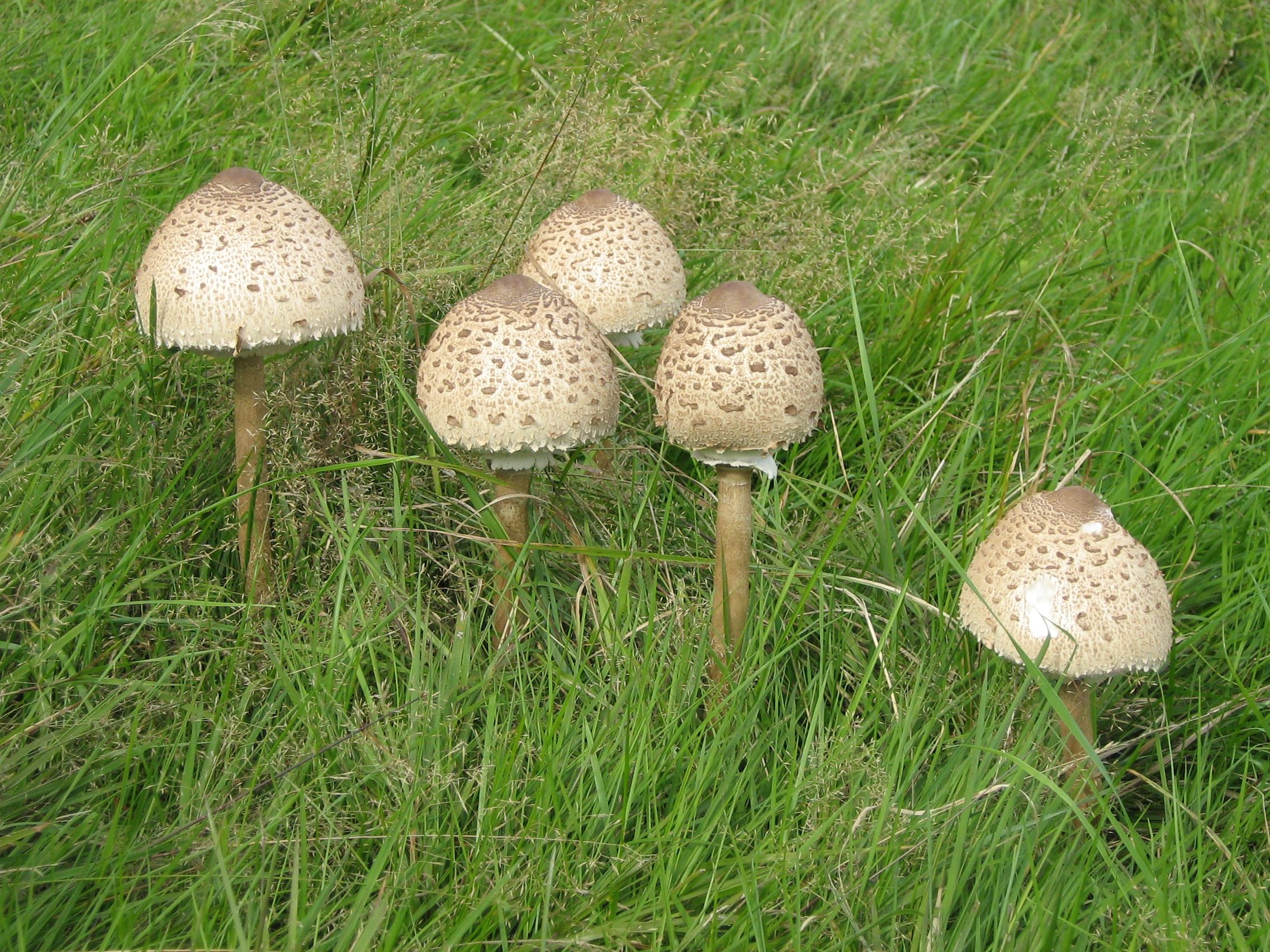
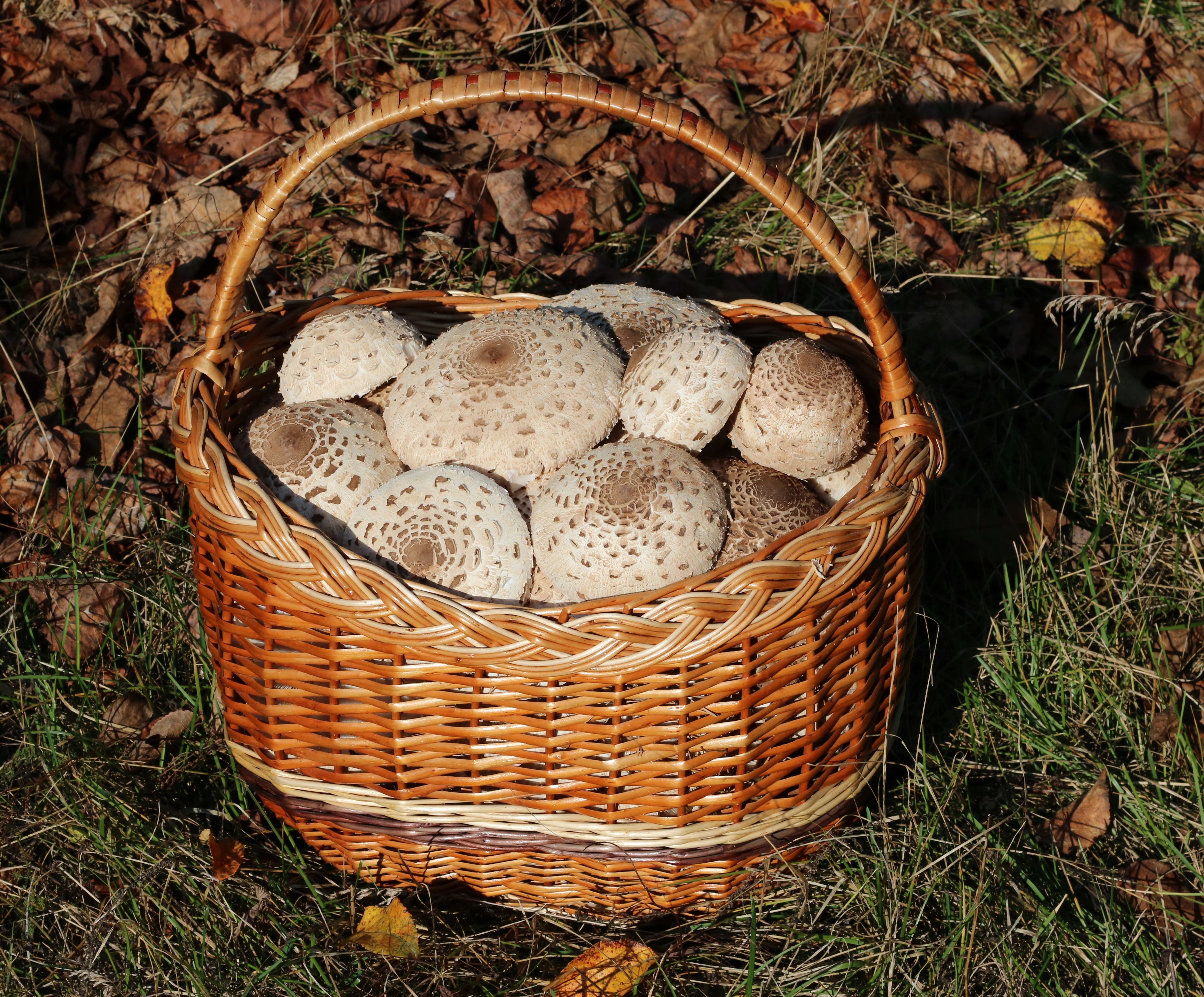
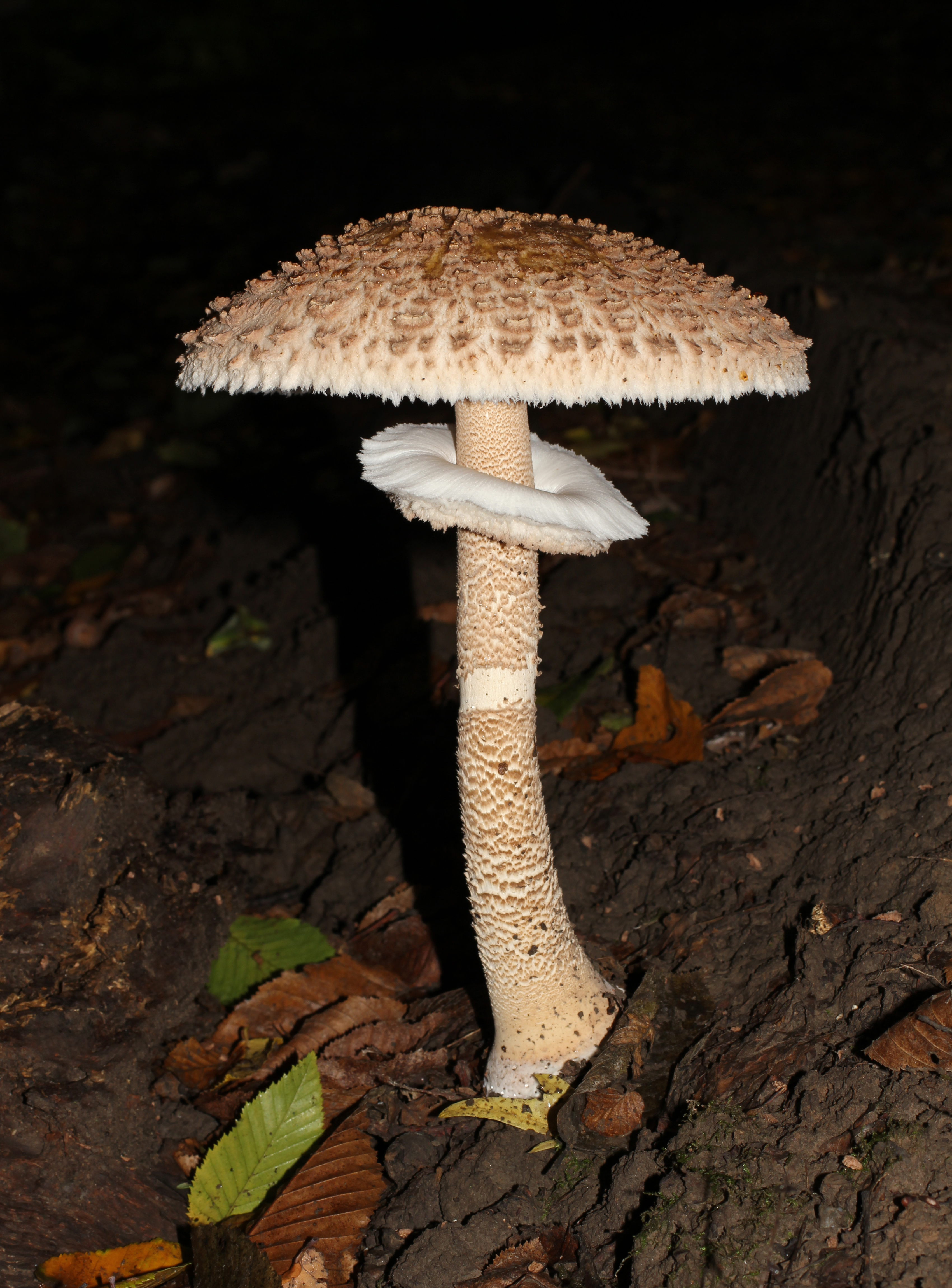
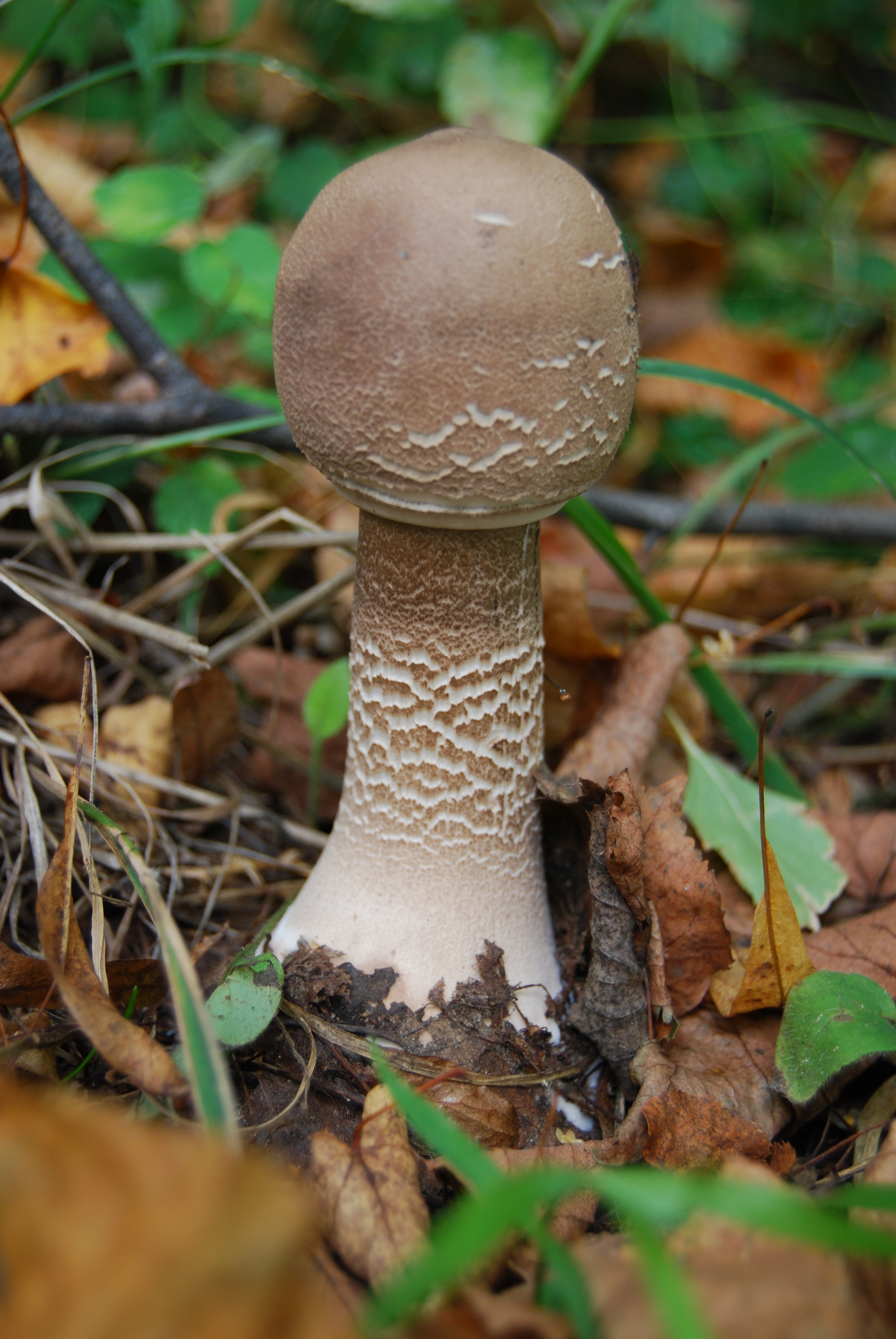
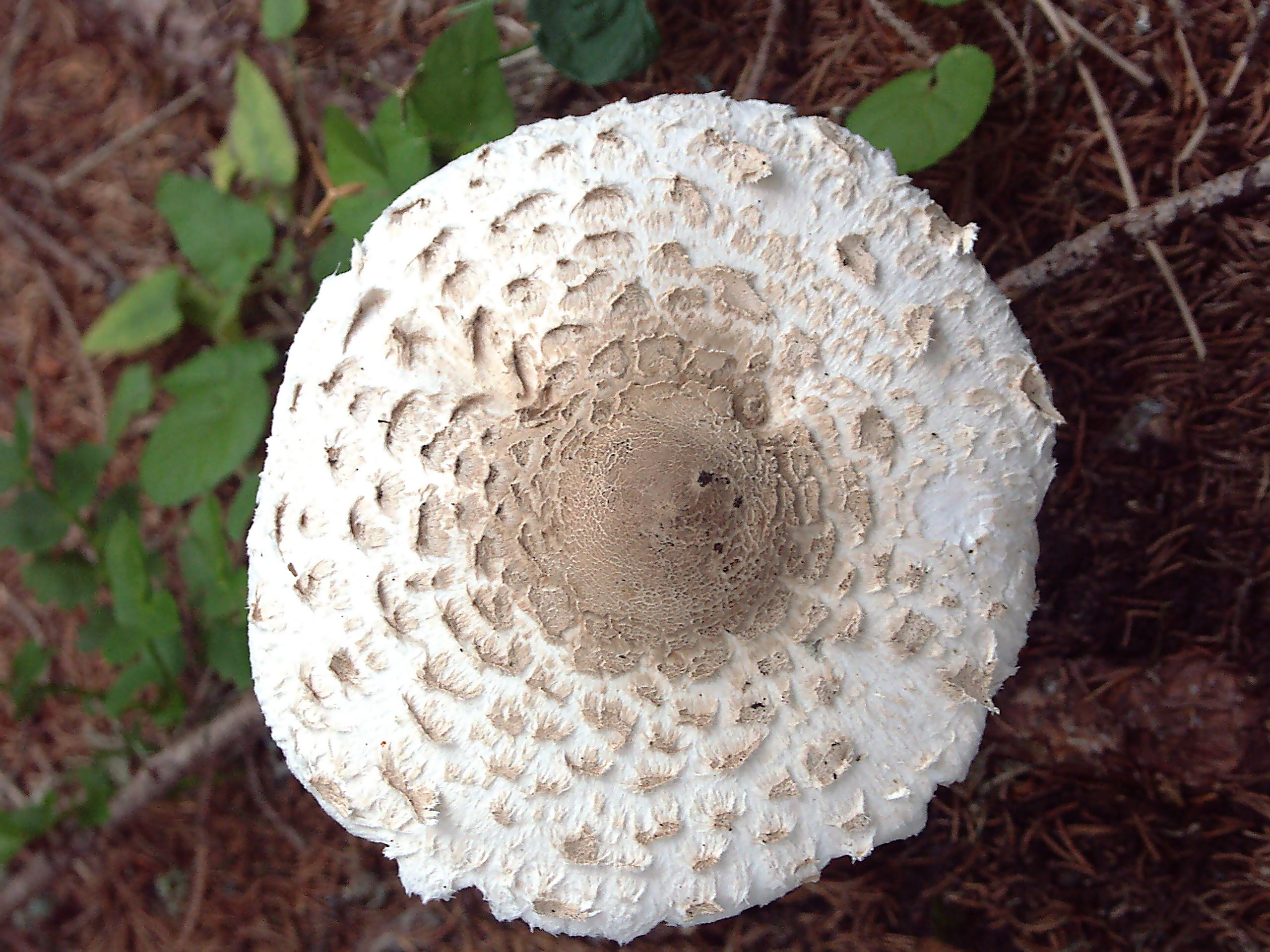

### Microscopische kenmerken
De basidia zijn 4-sporig en een basale gesp. De sporen zijn ellipsvormig, zeer dikwandig, hebben een kleine kiempore, een hyaliene kop en meten 12-18 × 9-11 (12) µm. De cheilocystiden zijn tot 45 (55) × 20 µm groot. Ze zijn knotsvormig, utriform tot peervormig. Ze bestaan vaak uit twee of drie cellen. De bovenste laag van de hoed bestaat in het midden uit 3,5–10 (14) µm dikke, cilindrische hyfen. Ze zijn gesepteerd en vertonen een intracellulair pigment en op sommige plaatsen een verdikte wand.

## Eetbaarheid
Alle vormen van de grote parasolzwam worden beschouwd als goed eetbare paddenstoelen. Meestal worden alleen de hoeden gebruikt die op dezelfde manier als schnitzel kunnen worden bereid. De stelen zijn vaak taai en niet geschikt voor directe consumptie, maar kunnen wel tot champignonpoeder worden verwerkt. In zeer zeldzame gevallen zijn misselijkheid en braakneigingen gemeld na consumptie. Hoewel de grote parasolzwam goed te herkennen is blijft voorzichtigheid geboden omdat er ook dodelijk giftige parasolzwammen bestaan.

## Afbakening van soorten
De kleinere en oneetbare spitsschubbige parasolzwam (Echinoderma asperum) lijkt enigszins op de grote parasolzwam en groeit op vergelijkbare locaties. Hij heeft een duidelijke, onaangename gasachtige geur en een hangende, niet-beweegbare ring. De zeer zeldzame giftige knolparasolzwam (Macrolepiota venenata) heeft een niet-opgezadelde steel en kleurt rood bij beschadiging. De groenspoorparasolzwam (Chlorophyllum molybdites), die inheems in Noord-Amerika, maar ook af en toe in Europa voorkomt, veroorzaakt net als de vorige ernstige gastro-intestinale klachten. De laatste soort wordt verondersteld verantwoordelijk te zijn voor de meeste paddenstoelenvergiftiging in de Verenigde Staten.
Het is bijzonder moeilijk onderscheid te maken tussen naaste familieleden. De tepelparasolzwam (M. mastoidea), die volgens sommige opvattingen hoorde onder M. procera var. Konradii, onderscheidt zich door fijnere vruchtlichamen, een ring zonder groef en een zwak gemarmerde steel. M. rhodosperma vormt meestal kleinere vruchtlichamen. Hij heeft alleen losjes liggende, gemakkelijk afneembare schubben, waarvan de randen vaak iets omhoog steken. De lamellen hebben soms een roze gloed. De steel is meestal zwakker dan die van de grote parasolzwam. De groen gevlekte reuzenparasolzwam (M. olivascens) en zijn f. pseudoolivascens hebben een groenachtig verkleurende hoed. De Noordse reuzenparasolzwam (M. nordica) heeft kleinere hoedschubben. De lamellen zijn witachtig tot roze van kleur en hebben vaak een grijszwarte rand. De steel is bijna kaal of slechts iets grover aan de basis dan bij de grote parasolzwam. De ring is dubbel of complex. M. prominens heeft een duidelijk voorovergebogen hoed met meestal kleinere, okerkleurige schubben. Bij deze soort is ook het midden van de hoed geschubd. De steel heeft een fijner, minder opvallend zigzagpatroon. De ring is eenvoudig of niet erg complex.

## Verspreiding
Vanwege de vaak voorkomende onduidelijkheden in de soortafbakening in het geslacht van de parasolzwammen, kan de informatie onnauwkeurigheden bevatten. De grote parasolzwam komt voor van Australië tot in het boreale gebied. De soort is gevonden in Amerika, Europa, Afrika, Azië en Australië. In Amerika strekt het gebied zich uit van Canada tot Chili. In Afrika komt hij voor in Kenia en Madagaskar, maar ook in Noord-Afrika. In Azië is de soort wijdverbreid van Siberië en Oost-Rusland tot Japan en India. In Europa is hij, behalve in de arctische streken, overal te vinden. In Duitsland is de schimmel wijdverbreid en nergens zeldzaam.

## Systematiek

### Externe systematiek
Er zijn de loop der jaren talloze herschikkingen geweest in de kring van soorten rond de grote parasolzwam. Macrolepiota konradii (Huijsman 1943 ex P.D. Orton 1960) M.M. Moser 1967 werd vaak in dit complex geplaatst, waarbij ook de (feitelijke) stervormige M. rhodosperma betrokken werd. M. konradii wordt momenteel gezien als een synoniem voor M. mastoidea. Macrolepiota olivascens f. pseudo-olivascens (Bellù & Lanzoni 1987) Hauskn. & Pidlich-Aigner 2004 was vroeger een variëteit van de grote parasolzwam.

### Interne systematiek
De vormen en variëteiten die hieronder worden vermeld, behoren momenteel tot de grote parasolzwam.
- Macrolepiota procera f. fuliginosa (Barla 1888) Vizzini & Contu 2011 - De schubben op de hoed zijn fijner en donker getint sepiabruin. De steel is nauwelijks gemarmerd en dicht bedekt met zeer fijne vlokken. Het oppervlak wordt bij beschadiging roodbruin.
- Macrolepiota procera f. permixta (Barla 1888) Vizzini & Contu 2011 - Het oppervlak van de hoed wordt bij wrijven roodachtig van kleur. Het vlees van de steel krijgt een uitgesproken oranjerode kleur.
- Macrolepiota procera var. mediterranea Bon 1993 - De hoedschubben zijn min of meer vergankelijk. De sporen zijn iets compacter. De variëteit is tot dusver alleen aangetoond in het Middellandse Zeegebied.